# Horace Valbel
Horace Valbel, né le 5 septembre 1858 à Port Marly et mort à 2 janvier 1924 à Loos, est un chansonnier et journaliste français, qui fut aussi administrateur pénitentiaire. 

## Biographie
Fils de Marie Marguerite Valbel, il commence en 1885 une carrière d'humoriste et de maître de cérémonie au cabaret du Chat noir, membre de la goguette. La même année, proche de Louis Henrique et de Rodolphe Salis, il commence à collaborer à L'Événement où il rédige une chronique, « La Journée à Paris » ; Valbel y travaillera durant plus de quinze ans. 
Fin 1889, il fait paraître un essai remarqué, La Police de sûreté en 1889 chez Dentu, une étude sur le Service de la Sûreté (Paris).
Au cours des années 1890, il est successivement secrétaire de différents théâtres, dont celui de la galerie Vivienne aux côtés de Maurice Bouchor, puis du théâtre de la Jetée-Promenade de Nice, tout en continuant ses activités au Chat noir aux côtés de Henri Rivière. Il travaille également pour l'Agence Dalziel.
En 1895, il fait paraître un nouvel ouvrage, Les chansonniers et les cabarets artistiques, à la fois essai et anthologie, préfacé par Clovis Hugues. En 1897, il est nommé commissaire général du théâtre du Grillon (Paris) aux côtés d'Edmond Teulet.
Tout en poursuivant ses collaborations dans la presse, par exemple au Voltaire, au Siècle, au Supplément — dont il devient le rédacteur en chef —, à L'Œuvre d'art international, à La Lanterne, à La Petite République, Horace Valbel change radicalement de métier après 1900 et devient fonctionnaire rattaché à la Préfecture de Paris : il est ensuite nommé sous-directeur du centre pénitentiaire de Fresnes en 1907, puis, deux ans plus tard, directeur pénitentiaire à Angoulême.
Durant la Première Guerre mondiale, il publie une plaquette rendant hommage aux femmes et à leur bravoure durant le conflit. En 1918, il est nommé directeur de la prison de la Petite-Roquette (Paris), avant de terminer comme contrôleur de la maison d'arrêt de Loos, où il meurt le 2 janvier 1924, donnant lieu à de nombreuses nécrologies rappelant le parcours professionnel atypique du personnage,,. 
Horace Valbel s'était marié à Langres avec Françoise Fanny Muller, originaire de Lyon, dont un fils, le comédien Henry Valbel.

## Publications
- La Police de sûreté en 1889, Paris, E. Dentu, 1889 — (consultable en ligne sur Gallica).
- Les chansonniers et les cabarets artistiques, dessins d'Alfred Le Petit ; préface de Clovis Hugues, Paris, E. Dentu, 1895.
- La Léthargie vaincue par le « Karnice », Paris, Édouard Rouveyre, 1898 — Curieux essai très fin-de-siècle d'après les travaux du comte russe Michel de Karnice-Karnicki, relatif à la mort apparente et à l'enterrement vivant[15].
- Pour passer une heure. Contes et nouvelles illustrés, couverture de Charles Léandre, illustrations par un collectif d'artistes, Paris, A. Bugniot & Cie, éditeurs d'art, 1905.
- Le Moral de la France au front et à l’arrière, Angoulême, s.e., 1916, 32 p.
- La Femme française pendant la guerre, Angoulême, s.e., 1917.